# آلبرت کربس
آلبرت کربس (به آلمانی: Albert Krebs) بازیکن فوتبال و مدافع اهل آلمان شرقی بود که از سال ۱۹۷۵ میلادی عضو تیم ملی فوتبال آلمان شرقی بوده‌است. وی در ۱ بازی ملی حضور داشته و در بازی‌های ملی‌اش گلی به ثمر نرساند. آلبرت کربس آخرین بازی ملی خود را در سال ۱۹۷۵ میلادی انجام داد.